# Cyborg (videogioco 1987)
Cyborg è un videogioco di avventura dinamica pubblicato nel 1987 per Commodore 64 dalla CRL Group. Il protagonista è un cyborg e deve esplorare ambienti fantascientifici su un planetoide, affrontando guardie e robot e collegandosi a terminali. All'epoca venne a volte descritto come concettualmente simile ai precedenti Impossible Mission e Nexus. L'uscita di Cyborg era prevista già da un anno prima, con presentazione alla stampa di un'anteprima quasi completa, ma tardò per ragioni sconosciute; era stata annunciata anche una versione per ZX Spectrum, che non venne mai completata. Poco tempo dopo uscì un seguito per Commodore 64, intitolato Mandroid.

## Trama
Nel 2087 l'asteroide Avernus si dirige pericolosamente verso la Terra e per prevenire una collisione viene inviata su di esso l'astronave Strata con sette astronauti e scienziati, ma poco dopo si perde ogni contatto con loro. Viene perciò inviato su Avernus un cyborg, che ha il volto di un uomo di colore e il corpo coperto da una supertuta, per ricontattare e rifornire i dispersi. Il gioco ha inizio a bordo dell'astronave con la quale il cyborg è appena giunto sull'asteroide; da qui il protagonista si avventura a piedi sulla superficie rocciosa e quindi sulla Strata. Non trova nessuno, ma un disperato messaggio lasciato da uno scienziato rivela che l'asteroide è in realtà una grande astronave aliena ostile. Il cyborg scopre un ascensore per scendere nel sottosuolo, dove trova un complesso artificiale su tre livelli, difeso da alieni umanoidi coperti da tute e robot con forme di bipedi, sfere fluttuanti o cilindri. L'obiettivo finale è prendere il controllo della nave-asteroide attraverso il computer centrale.

## Modalità di gioco
Il giocatore controlla il cyborg in un unico grande ambiente da esplorare, formato dalla superficie dell'asteroide e da tre livelli sotterranei, il tutto collegato da un ascensore. La superficie e le due astronavi umane atterrate sono luoghi lineari e deserti, mentre il complesso sotterraneo è un labirinto di stanze e corridoi continuamente pattugliati da nemici.
Lo schermo è sempre diviso in tre parti. La fascia superiore, alta poco meno di metà schermo, ospita la visuale sull'azione, con prospettiva isometrica. I personaggi si possono muovere in tutte le direzioni, anche se gli ambienti si sviluppano prevalentemente in orizzontale; l'esterno dell'asteroide e le stanze grandi sono mostrati con scorrimento orizzontale. Sotto la visuale, in basso a sinistra, c'è un visore a imitazione di un piccolo schermo di computer, dove compaiono tutte le informazioni e le interfacce specifiche (in inglese). In basso a destra c'è un pannello di controllo con i pulsanti per i comandi avanzati.
Nei sotterranei, oltre ai consueti movimenti direzionali, è possibile sparare in orizzontale e usare un tasto per far inginocchiare il protagonista. Inizialmente si spara con un'arma innestata sul braccio, con munizioni limitate, poi se ne trovano altre sottratte agli alieni, solo queste ultime ricaricabili da apposite postazioni. Il cyborg è protetto da uno scudo autorigenerante e quando questo è scarico ha una riserva di energia non rigenerante, terminata la quale c'è il game over. I nemici sono guardie armate e tre tipi di robot, tra cui uno cilindrico che ripulisce i pavimenti ed è immediatamente letale se investe il protagonista, anche se non lo insegue intenzionalmente.
I pulsanti di comando sono accessibili premendo il tasto F1, che mette in pausa l'azione e permette di selezionarli con il joystick. Le azioni possibili sono: "analisi personaggi" per ottenere informazioni sui nemici abbattuti, "ricarica" dell'arma, "scanner" per visualizzare una mappa dei dintorni, "esaminare" per descrivere oggetti, utilizzare computer e operare porte e ascensori, "status" per visualizzare i livelli di energia del cyborg, "prendere" e "mettere" per gli oggetti, "fermare" per sospendere il gioco e accedere al menù di salvataggio, "inventario" per vedere gli oggetti trasportati e selezionare quello attualmente pronto all'uso. 
Tra gli oggetti con cui interagire ci sono terminali di computer che nello schermetto in basso possono anche mostrare menù o una riga di comando testuale; ad esempio può essere possibile digitare DIR per un elenco dei file disponibili sul terminale. Molte porte nei sotterranei, per essere aperte, richiedono l'inserimento di un codice, che si può ottenere dai computer del livello precedente. Il gioco, almeno nella versione originale, è affetto da diversi bug ed è anche possibile rimanere bloccati in un terminale.